# 伊東昂大
伊東 昂大（いとう こうた、1991年7月25日 - ）は、神奈川県大和市出身の元プロ野球選手（投手）。
実兄は、元東北楽天ゴールデンイーグルスの伊東亮大。

## 経歴

### プロ入り前
上和田小では大和隼球団で野球を始め、上和田中ではボーイズリーグ横浜瀬谷に所属。
高校は岩手県の盛岡大付高に進学し、1年夏からベンチ入り。2年夏の甲子園では2番・一塁手として出場。3年春の岩手県大会では菊池雄星のいる花巻東高と準決勝で対戦し、8回2安打と好投するもチームは3-1で敗退。しかし3位決定戦に勝利し、東北大会に出場すると投手でありながら4番で.529という高打率でチームを優勝に導いた。3年夏は準決勝で盛岡一に0-1で敗れ、決勝で菊池へのリベンジとはならなかった。
2009年10月29日に行なわれたドラフト会議で広島東洋カープが投手として5位指名し、交渉権を獲得。広島には中学時代と高校の修学旅行で訪れており、1度目は「歴史の詰まった街」と好印象を抱いていた。また2度目の高校時の修学旅行の際には、最後の広島市民球場を訪れて「プロの球場」とプロへの憧れに想いを馳せていた。
指名された際には、同学年で1位指名の今村猛、2位指名の堂林翔太の二人、東北のライバルだった菊池雄星、下沖勇樹には負けたくないとライバルとして位置づけ、今後のプロ生活で切磋琢磨していく事を誓った。また、この年の目玉として6球団が指名競合した菊池雄星とは、メールでやり取りする友人であり、指名直後に送られてきた66通のメールの中に「お互いプロで頑張ろう。」とする彼のメールが送られていた。また、女手一つで4人の子供を育ててくれた母には、「本当に今までありがとう。これからも頑張ります」とお礼の言葉を、その日も横浜市内で午後9時過ぎまで働いているためメールで報告をした。
11月8日に広島と仮契約した。契約についての質問では、主に寮についての話題中心で「金銭面には評価してもらった物が全て出て満足」としていた。

### プロ入り後
2010年8月31日の対中日戦で初登板を果たし、1回を無失点に抑え、自己最速の144km/hを記録した。
2011年以降一軍登板がなく、2013年10月1日に球団から戦力外通告を受けた。

### 現役引退後
2016年より兄の伊東亮大が所属する楽天球団の「楽天イーグルスアカデミー」ジュニアコーチに就任することが発表された。、2017年からは球団広報を務める。

## 選手としての特徴・人物
投手としては均整の取れた筋肉質な体格を持つ。柔らかいフォームで、MAX144km/hのストレートはプロでは球威不足ながらも、角度と切れがある。また時折サイドスローも絡めて投げてくる他、変化球もカーブ、スライダーなどを緩急自在に駆使する。コントロールよくまとめる投球術も兼ね備えている。
大型左腕としてだけでなく、高校通算12本塁打の打撃面も評価され、阪神、日本ハム、中日などのスカウトからも注目されていた。
兄の伊東亮大は2014年のプロ野球ドラフト会議で東北楽天ゴールデンイーグルスに7巡目で指名された。

## 詳細情報

### 年度別投手成績
| 年 度     | 球 団     | 登 板 | 先 発 | 完 投 | 完 封 | 無 四 球 | 勝 利 | 敗 戦 | セ 丨 ブ | ホ 丨 ル ド | 勝 率 | 打 者 | 投 球 回 | 被 安 打 | 被 本 塁 打 | 与 四 球 | 敬 遠 | 与 死 球 | 奪 三 振 | 暴 投 | ボ 丨 ク | 失 点 | 自 責 点 | 防 御 率 | W H I P |
| --------- | --------- | ----- | ----- | ----- | ----- | -------- | ----- | ----- | -------- | ----------- | ----- | ----- | -------- | -------- | ----------- | -------- | ----- | -------- | -------- | ----- | -------- | ----- | -------- | -------- | ------- |
| 2010      | 広島      | 5     | 0     | 0     | 0     | 0        | 0     | 0     | 0        | 0           | ----  | 22    | 4.2      | 4        | 0           | 3        | 0     | 0        | 3        | 0     | 0        | 4     | 4        | 7.71     | 1.50    |
| 通算：1年 | 通算：1年 | 5     | 0     | 0     | 0     | 0        | 0     | 0     | 0        | 0           | ----  | 22    | 4.2      | 4        | 0           | 3        | 0     | 0        | 3        | 0     | 0        | 4     | 4        | 7.71     | 1.50    |

### 記録
- 初登板：2010年8月31日、対中日ドラゴンズ19回戦（ナゴヤドーム）、8回裏に4番手で救援登板・完了、1回無失点
- 初奪三振：同上、8回裏に藤井淳志から空振り三振

### 背番号
- 67 （2010年 - 2013年）